# Manuel Albaladejo García
Manuel Albaladejo García (Cartagena en 24 d'octubre de 1920 - Madrid, 7 d'abril de 2012).

## Biografia
Manuel Albaladejo García va ser un jurista espanyol. Eminent professor de Dret civil, Doctor en Dret per les Universitats de Madrid i de Bolonya, va obtenir la càtedra de Dret civil en la Universitat d'Oviedo el 1953, ocupant-la successivament així mateix en la Universitat de Barcelona des de 1956, i des de 1969 en la Universitat Complutense de Madrid, de la qual va ser nomenat professor emèrit des de 1987. La passió per la seva professió i la seva capacitat de treball són fora de tot dubte.
Les més de trenta mil pàgines escrites per Manuel Albaladejo, publicades en forma d'articles i llibres, i els molts milers d'alumnes formats en la seva especialitat de Dret civil, a diverses universitats espanyoles, exterioritzen amb facilitat l'extraordinària dedicació d'Albaladejo a l'estudi, ensenyament i desenvolupament del coneixement del Dret civil. Ha estat guardonat amb la Gran Creu d'Alfons X el Savi.

## Producció científica
El professor Albaladejo ens ha ofert una amplísima producció científica. És autor de quaranta monografies i de més de tres-cents treballs de recerca publicats en revistes científiques. En particular, podrien destacar-se els estudis monogràfics sobre El reconocimiento de la filiación natural (1954); Sustitución hereditarias (1956); El negocio jurídico (1958); Albaceazgo en el Derecho común y en el catalán (1969). També mereixen ressaltar-se les nombroses anotacions i concordances efectuades sobre cèlebres monografies del Dret comparat, com ara les que es realitzen sobre les obres de Cariota Ferrara a Il negocie giuridico (1956) o de Cicu, en Sucesiones por causa de muerte (1964). És director dels prestigiosos Comentaris al Codi civil i Compilacions forals (obra de 76 volums). Ha publicat nombrosos manuals de Dret civil, que abasten tots els sectors en què s'estructura aquesta disciplina, ocupant la funció rellevant d'haver estat consultats, pel seu màxim rigor i claredat expositiva, per tota una immensa majoria d'estudiants universitaris espanyols de Dret. Ha dirigit més de cent cinquanta tesi doctorals i és mestre de gran nombre de Catedràtics i Professors Titulars de Dret Civil de diverses Universitats espanyoles.

## Aportació a la vida universitària
Cal destacar la seva contribució a la institució universitària a través dels successius càrrecs ocupats: Degà de la Facultat de Dret de la Universitat de Barcelona per dos períodes, 1964 i 1967; Rector d'aquesta Universitat, 1968 (Rector honorari vitalici des de 1970); Subdirector General d'Ordenació Universitària el 1971 i de Personal docent d'Universitats, 1972; Director del Departament de Dret Civil de la Universitat Complutense de Madrid, 1974-87 (Director honorari d'aquest Departament, 1987), i Conseller d'aquesta Universitat des de 1995. Així mateix ha estat President de l'Associació de Professors de Dret civil (nomenat President honorari) i president de la Reial Acadèmia de Legislació i Jurisprudència. És Vocal permanent de la Comissió General de Codificació. Així mateix és Doctor Honoris causa per les Universitats de Granada, Còrdova, Alacant, Politècnica de Cartagena, Murcia, Rei Joan Carles i Oviedo. Va ocupar des de l'any 1999 fins a 2003 el càrrec de President de la Reial Acadèmia de Jurisprudència i Legislació (membre del Consell d'Estat i és Acadèmic de les de Catalunya, Granada, Costa Rica, Còrdova (Argentina) i Xile. És membre del Consell d'Estat.

## Influència doctrinal
La seva ja citada àmplia producció científica (amb més de tres-cents títols en revistes especialitzades i més de quaranta monografias), així com el rigor i creativitat dels seus treballs de recerca s'han projectat eficaçment a nombrosos àmbits del Dret civil (albaceazgo, substitucions hereditàries, filiació, etc.). A ell es deu un dels impulsos decisius en l'acceptació del concepte de negoci jurídic en la doctrina espanyola, en el fonamental, a través de la seva obra El negocio jurídico. Dirigeix l'obra bibliogràfica composta pels prestigiosos Comentarios al Código civil i Compilaciones forales (extensa obra composta de 76 volums). Ha dirigit més de cent cinquanta tesi doctorals i contribuït decisivament a la institució universitària a través dels diferents càrrecs ocupats, ja citats, com han estat els de Rector i rector honorari vitalici de la Universitat de Barcelona, Subsdirector General d'Universitats, Conseller de la Universitat Complutense de Madrid, etc. Pel seu acreditat prestigi va ser nomenat President de l'Associació de Professors de Dret civil de la qual és president honorari.

## Premis i reconeixements
- Creu de l'Ordre Civil d'Alfons X el Savi

## Publicacions
- Albaladejo, Manuel. El Albaceazgo en el derecho español : común y catalán. Madrid : Tecnos, cop. 1969. Disponible a: [Madrid : Tecnos, cop. 1969 Catàleg de les biblioteques de la Universitat de Barcelona. CRAI]
- Albaladejo, Manuel. Las Arras en la jurisprudencia del Tribunal Supremo. Madrid : Editoriales de Derecho Reunidas, 1996. Disponible a : Catàleg de les biblioteques de la Universitat de Barcelona. CRAI[Enllaç no actiu]
- Albaladejo, Manuel. Artículos 17 a 41 del Código Civil [Madrid] : Editoriales de Derecho Reunidas, cop. 1993. Disponible a: [ https://cataleg.ub.edu/record=b1182537~S1*spi%5BEnllaç+no+actiu%5D Catàleg de les biblioteques de la Universitat de Barcelona. CRAI]
- Artículos 42 a 103 de la Ley Hipotecaria. Manuel Albadalejo i alt. Madrid : Editoriales de Derecho Reunidas, cop. 2000. Disponible a: Catàleg de les biblioteques de la Universitat de Barcelona. CRAI[Enllaç no actiu]
- Sancho Rebullida, Francisco de Asís i alt. Artículos 42 a 107 del Código Civil. 	Madrid : Editoriales de Derecho Reunidas, cop. 1978. Disponible a: Catàleg de les biblioteques de la Universitat de Barcelona. CRAI[Enllaç no actiu]
- García Cantero, Gabriel i alt.. Artículos 42 a 107 del Código Civil [Recurs electrònic] : matrimonio, nulidad, separación, disolución. [Madrid] : Editoriales de Derecho Reunidas, 1989. Disponible a: Catàleg de les biblioteques de la Universitat de Barcelona. CRAI
- Puig Ferriol, Luis i alt.. Artículos 52 a 96 de la Compilación de Cataluña . [Madrid] : Editoriales de Derecho Reunidas, cop. 1978. Disponible a :[ https://cataleg.ub.edu/record=b1349848~S1*spi%5BEnllaç+no+actiu%5D Catàleg de les biblioteques de la Universitat de Barcelona. CRAI]
- Artículos 97 a 121 de la Compilación de Cataluña . [Madrid] : Editoriales de Derecho Reunidas, cop. 1982. Disponible a:[ https://cataleg.ub.edu/record=b1728453~S1*spi%5BEnllaç+no+actiu%5D Catàleg de les biblioteques de la Universitat de Barcelona. CRAI]
- Roca i Trias, Encarna i alt.. Artículos 122 a 161 de la Compilación de Cataluña. [Madrid] : Editoriales de Derecho Reunidas, cop. 1982. Disponible a : Catàleg de les biblioteques de la Universitat de Barcelona. CRAI[Enllaç no actiu]

## Biografia
- Puig i Ferriol, LLuís.  Necrològica de Manuel Albaladejo García, Barcelona, 4 de desembre de 2012. Recurs electrònic: Necrològica Manuel Albaladejo García Arxivat 2017-04-04 a Wayback Machine. (Consulta el 04/04/2017)